# Avenue Émile-et-Armand-Massard
L'avenue Émile-et-Armand-Massard  est une voie située dans le quartier de la Plaine-de-Monceaux du 17e arrondissement de Paris.

## Situation et accès
L'avenue Émile-et-Armand-Massard  est desservie par la ligne 3 à la station Porte de Champerret.

## Origine du nom

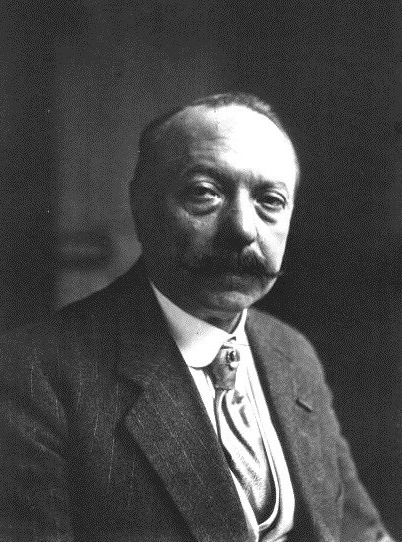
Émile Massard.

Cette voie porte le nom du conseiller municipal de Paris Émile Massard (1857-1932) et de son fils, le champion olympique d'épée aux Jeux d'Anvers en 1920 et également conseiller municipal, Armand Massard (1884-1971).

## Historique
Ancienne portion de l'avenue Brunetière ouverte par la ville de Paris vers 1930, cette voie prend en 1933 le nom d'« avenue Émile-Massard » puis, en 1977, elle devient l'« avenue Émile-et-Armand-Massard ».